# Mon frère (essai)
Pour les articles homonymes, voir Mon frère.
Mon frère est un essai de Daniel Pennac paru en 2018 aux éditions Gallimard

## Résumé
Daniel Pennac revient dans cet ouvrage sur les souvenirs de son frère Bernard, décédé en 2007. C'est notamment en pensant à lui que lui est venu l'envie de monter pour le théâtre une lecture de Bartleby le scribe, écrit par Herman Melville et paru en 1853. Les extraits de cette nouvelle alternent avec des anecdotes relatives aux nombreuses lectures effectuées par Daniel Pennac ainsi qu'avec le partage de moments passés en compagnie de son frère.